# Cencosud
Cencosud est une entreprise chilienne de distribution fondée en 1960. Elle a également une activité d'immobilier commercial au Chili, Pérou, en Argentine et en Colombie.  Elle est en compétition avec Walmex et Grupo Pão de Açúcar pour être le leader de la grande distribution en Amérique latine.
En octobre 2012, Cencosud acquiert la filiale colombienne de Carrefour pour 2,6 milliards de $. La transaction concerne 72 hypermarchés, 16 épiceries et 4 cash and carry.
En juillet 2019, Cencosud est introduit en bourse avec une des capitalisations boursières les plus élevées en Amérique du Sud, d'une valeur de 1,03 milliard $ (920 millions €) à 2,24 $ (2 €) par action.

## Implantation

### Argentine
- Jumbo
- Easy
- Supermercados Vea

### Brésil
- GBarbosa
- Perini
- Bretas
- Prezunic
- Mercantil Rodrigues

### Chili
- Jumbo
- Easy
- Santa Isabel

### Colombie
- Jumbo (Carrefour).
- Easy
- Metro

### Pérou
- Metro
- Wong